# Formula 1 – sezona 2016.
| FIA Svjetsko prvenstvo Formule 1 2016. | FIA Svjetsko prvenstvo Formule 1 2016. |
|                                        | Prvak                                  |
| -------------------------------------- | -------------------------------------- |
| Vozač                                  | Nico Rosberg (Mercedes)                |
| Konstruktor                            | Mercedes                               |
| Prethodna sezona                       | Sljedeća sezona                        |
| 2015.                                  | 2017.                                  |

Formula 1 – sezona 2016., bila je 67. sezona svjetskog prvenstva Formule 1.
Nico Rosberg osvojio je prvi naslov svjetskog prvaka u Formuli 1, s 5 bodova prednosti ispred svog momčadskog kolege Lewisa Hamiltona. Mercedes je pobijedio na 19 od 21 utrka i osvojio treći konstruktorski naslov. Jedine utrke na kojima Mercedes nije slavio bile su VN Španjolske koja je pripala Maxu Verstappenu i VN Malezije na kojoj je slavio Daniel Ricciardo.
Na VN Australije u Melbourneu debitirali su Pascal Wehrlein, Jolyon Palmer i Rio Haryanto kao i momčad Haas. Stoffel Vandoorne debitirao je na VN Bahreina, dok je Esteban Ocon prvu utrku odvozio na VN Belgije na Spa-Francorchampu.
Nakon završetka sezone, aktualni svjetski prvak Nico Rosberg, objavio je da se nakon 11 sezona povlači iz Formule 1.
Bila je ovo posljednja sezona i za svjetskog prvaka iz 2009., Britanca Jensona Buttona koji je odvozio 305 utrka i ostvario 15 pobjeda u Formuli 1. Felipe Massa je također objavio povlačenje iz Formule 1 po završetku ove sezone, no nakon Rosbergovog umirovljenja, te prelaska Valtterija Bottasa iz Williamsa u Mercedes, Massa ostaje u svojoj staroj momčadi.

## Vozači i momčadi
| Kontruktor / Momčad                             | Šasija            | Motor                      | Gume | Broj | Vozači            | Utrke   |
| ----------------------------------------------- | ----------------- | -------------------------- | ---- | ---- | ----------------- | ------- |
| Mercedes Mercedes AMG Petronas F1 Team          | Mercedes F1 W07   | Mercedes PU106C V6 t h 1.6 | P    | 44   | Lewis Hamilton    | Sve     |
| Mercedes Mercedes AMG Petronas F1 Team          | Mercedes F1 W07   | Mercedes PU106C V6 t h 1.6 | P    | 6    | Nico Rosberg      | Sve     |
| Ferrari Scuderia Ferrari                        | Ferrari SF16-H    | Ferrari 059/5 V6 t h 1.6   | P    | 7    | Kimi Räikkönen    | Sve     |
| Ferrari Scuderia Ferrari                        | Ferrari SF16-H    | Ferrari 059/5 V6 t h 1.6   | P    | 5    | Sebastian Vettel  | Sve     |
| Williams-Mercedes Williams Martini Racing       | Williams FW38     | Mercedes PU106C V6 t h 1.6 | P    | 77   | Valtteri Bottas   | Sve     |
| Williams-Mercedes Williams Martini Racing       | Williams FW38     | Mercedes PU106C V6 t h 1.6 | P    | 19   | Felipe Massa      | Sve     |
| Red Bull-TAG Heuer Red Bull Racing              | Red Bull RB12     | TAG Heuer V6 t h 1.6       | P    | 3    | Daniel Ricciardo  | Sve     |
| Red Bull-TAG Heuer Red Bull Racing              | Red Bull RB12     | TAG Heuer V6 t h 1.6       | P    | 26   | Daniil Kvyat      | 1−4     |
| Red Bull-TAG Heuer Red Bull Racing              | Red Bull RB12     | TAG Heuer V6 t h 1.6       | P    | 33   | Max Verstappen    | 5−21    |
| Force India-Mercedes Sahara Force India F1 Team | Force India VJM09 | Mercedes PU106C V6 t h 1.6 | P    | 27   | Nico Hülkenberg   | Sve     |
| Force India-Mercedes Sahara Force India F1 Team | Force India VJM09 | Mercedes PU106C V6 t h 1.6 | P    | 11   | Sergio Pérez      | Sve     |
| Renault Renault Sport Formula One Team          | Renault R.S.16    | Renault R.E.16 V6 t h 1.6  | P    | 20   | Kevin Magnussen   | Sve     |
| Renault Renault Sport Formula One Team          | Renault R.S.16    | Renault R.E.16 V6 t h 1.6  | P    | 30   | Jolyon Palmer     | Sve     |
| Toro Rosso-Ferrari Scuderia Toro Rosso          | Toro Rosso STR11  | Ferrari 059/4 V6 t h 1.6   | P    | 33   | Max Verstappen    | 1−4     |
| Toro Rosso-Ferrari Scuderia Toro Rosso          | Toro Rosso STR11  | Ferrari 059/4 V6 t h 1.6   | P    | 26   | Daniil Kvyat      | 5−21    |
| Toro Rosso-Ferrari Scuderia Toro Rosso          | Toro Rosso STR11  | Ferrari 059/4 V6 t h 1.6   | P    | 55   | Carlos Sainz Jr.  | Sve     |
| Sauber-Ferrari Sauber F1 Team                   | Sauber C35        | Ferrari 059/5 V6 t h 1.6   | P    | 9    | Marcus Ericsson   | Sve     |
| Sauber-Ferrari Sauber F1 Team                   | Sauber C35        | Ferrari 059/5 V6 t h 1.6   | P    | 12   | Felipe Nasr       | Sve     |
| McLaren-Honda McLaren-Honda Formula 1 Team      | McLaren MP4-31    | Honda RA616H V6 t h 1.6    | P    | 22   | Jenson Button     | Sve     |
| McLaren-Honda McLaren-Honda Formula 1 Team      | McLaren MP4-31    | Honda RA616H V6 t h 1.6    | P    | 47   | Stoffel Vandoorne | 2       |
| McLaren-Honda McLaren-Honda Formula 1 Team      | McLaren MP4-31    | Honda RA616H V6 t h 1.6    | P    | 14   | Fernando Alonso   | 1, 3−21 |
| Manor-Mercedes Manor Racing                     | Manor MRT05       | Mercedes PU106C V6 t h 1.6 | P    | 94   | Pascal Wehrlein   | Sve     |
| Manor-Mercedes Manor Racing                     | Manor MRT05       | Mercedes PU106C V6 t h 1.6 | P    | 88   | Rio Haryanto      | 1−12    |
| Manor-Mercedes Manor Racing                     | Manor MRT05       | Mercedes PU106C V6 t h 1.6 | P    | 31   | Esteban Ocon      | 13−21   |
| Haas-Ferrari Hass F1 Team                       | Haas VF-16        | Ferrari 059/5 V6 t h 1.6   | P    | 8    | Romain Grosjean   | Sve     |
| Haas-Ferrari Hass F1 Team                       | Haas VF-16        | Ferrari 059/5 V6 t h 1.6   | P    | 21   | Esteban Gutierrez | Sve     |

## Kalendar
| Rd | Datum         | Velika Nagrada   | Staza              | Prvo startno mjesto | Pobjednik vozač  | Pobjednik konstruktor |
| -- | ------------- | ---------------- | ------------------ | ------------------- | ---------------- | --------------------- |
| 1  | 20. ožujka    | Australija       | Melbourne          | Lewis Hamilton      | Nico Rosberg     | Mercedes              |
| 2  | 3. travnja    | Bahrein          | Shakir             | Lewis Hamilton      | Nico Rosberg     | Mercedes              |
| 3  | 17. travnja   | Kina             | Shanghai           | Nico Rosberg        | Nico Rosberg     | Mercedes              |
| 4  | 1. svibnja    | Rusija           | Sochi              | Nico Rosberg        | Nico Rosberg     | Mercedes              |
| 5  | 15. svibnja   | Španjolska       | Barcelona          | Lewis Hamilton      | Max Verstappen   | Red Bull-TAG Heuer    |
| 6  | 29. svibnja   | Monako           | Monaco             | Daniel Ricciardo    | Lewis Hamilton   | Mercedes              |
| 7  | 12. lipnja    | Kanada           | Montreal           | Lewis Hamilton      | Lewis Hamilton   | Mercedes              |
| 8  | 19. lipnja    | Europa           | Baku               | Nico Rosberg        | Nico Rosberg     | Mercedes              |
| 9  | 3. sprnja     | Austrija         | Spielberg          | Lewis Hamilton      | Lewis Hamilton   | Mercedes              |
| 10 | 10. srpnja    | Velika Britanija | Silverstone        | Lewis Hamilton      | Lewis Hamilton   | Mercedes              |
| 11 | 24. sprnja    | Mađarska         | Hungaroring        | Nico Rosberg        | Lewis Hamilton   | Mercedes              |
| 12 | 30. srpnja    | Njemačka         | Hockenheim         | Nico Rosberg        | Lewis Hamilton   | Mercedes              |
| 13 | 28. kolovoza  | Belgija          | Spa-Francorchamps  | Nico Rosberg        | Nico Rosberg     | Mercedes              |
| 14 | 4. rujna      | Italija          | Monza              | Lewis Hamilton      | Nico Rosberg     | Mercedes              |
| 15 | 18. rujna     | Singapur         | Marina Bay         | Nico Rosberg        | Nico Rosberg     | Mercedes              |
| 16 | 2. listopada  | Malezija         | Sepang             | Lewis Hamilton      | Daniel Ricciardo | Red Bull-TAG Heuer    |
| 17 | 9. listopada  | Japan            | Suzuka             | Nico Rosberg        | Nico Rosberg     | Mercedes              |
| 18 | 23. listopada | SAD              | Austin             | Lewis Hamilton      | Lewis Hamilton   | Mercedes              |
| 19 | 30. listopada | Meksiko          | Hermanos Rodriguez | Lewis Hamilton      | Lewis Hamilton   | Mercedes              |
| 20 | 13. studenog  | Brazil           | Interlagos         | Lewis Hamilton      | Lewis Hamilton   | Mercedes              |
| 21 | 27. studenog  | Abu Dhabi        | Yas Marina         | Lewis Hamilton      | Lewis Hamilton   | Mercedes              |

## Poredak vozača
| Mjesto | Vozač             | Bodovi |
| ------ | ----------------- | ------ |
| 1      | Nico Rosberg      | 385    |
| 2      | Lewis Hamilton    | 380    |
| 3      | Daniel Ricciardo  | 256    |
| 4      | Sebastian Vettel  | 212    |
| 5      | Max Verstappen    | 204    |
| 6      | Kimi Räikkönen    | 186    |
| 7      | Sergio Pérez      | 101    |
| 8      | Valtteri Bottas   | 85     |
| 9      | Nico Hülkenberg   | 72     |
| 10     | Fernando Alonso   | 54     |
| 11     | Felipe Massa      | 53     |
| 12     | Carlos Sainz      | 46     |
| 13     | Romain Grosjean   | 29     |
| 14     | Daniil Kvyat      | 25     |
| 15     | Jenson Button     | 21     |
| 16     | Kevin Magnussen   | 7      |
| 17     | Felipe Nasr       | 2      |
| 18     | Jolyon Palmer     | 1      |
| 19     | Pascal Wehrlein   | 1      |
| 20     | Stoffel Vandoorne | 1      |
| 21     | Esteban Gutiérrez | 0      |
| 22     | Marcus Ericsson   | 0      |
| 23     | Esteban Ocon      | 0      |
| 24     | Rio Haryanto      | 0      |

## Poredak konstruktora
| Mjesto | Konstruktor          | Bodovi |
| ------ | -------------------- | ------ |
| 1      | Mercedes             | 765    |
| 2      | Red Bull-TAG Heuer   | 468    |
| 3      | Ferrari              | 398    |
| 4      | Force India-Mercedes | 173    |
| 5      | Williams-Mercedes    | 138    |
| 6      | McLaren-Honda        | 76     |
| 7      | Toro Rosso-Ferrari   | 63     |
| 8      | Haas-Ferrari         | 29     |
| 9      | Renault              | 8      |
| 10     | Sauber-Ferrari       | 2      |
| 11     | Manor-Mercedes       | 1      |

## Statistike vozača
| Mjesto | Vozač             | Momčad                      | Nastupi | Odvožene utrke | Pobjede | Podiji | Prvo startno mjesto | Najbrži krug | Bodovi |
| ------ | ----------------- | --------------------------- | ------- | -------------- | ------- | ------ | ------------------- | ------------ | ------ |
| 1      | Nico Rosberg      | Mercedes                    | 21      | 21             | 9       | 16     | 8                   | 6            | 385    |
| 2      | Lewis Hamilton    | Mercedes                    | 21      | 21             | 10      | 17     | 12                  | 3            | 380    |
| 3      | Daniel Ricciardo  | Red Bull                    | 21      | 21             | 1       | 8      | 1                   | 4            | 256    |
| 4      | Sebastian Vettel  | Ferrari                     | 21      | 20             |         | 7      |                     | 3            | 212    |
| 5      | Max Verstappen    | Toro Rosso Red Bull         | 21      | 21             | 1       | 7      |                     | 1            | 204    |
| 6      | Kimi Räikkönen    | Ferrari                     | 21      | 21             |         | 4      |                     | 1            | 186    |
| 7      | Sergio Pérez      | Force India-Mercedes        | 21      | 21             |         | 2      |                     |              | 101    |
| 8      | Valtteri Bottas   | Williams-Mercedes           | 21      | 21             |         | 1      |                     |              | 85     |
| 9      | Nico Hülkenberg   | Force India-Mercedes        | 21      | 21             |         |        |                     | 1            | 72     |
| 10     | Fernando Alonso   | McLaren-Honda               | 20      | 20             |         |        |                     | 1            | 54     |
| 11     | Felipe Massa      | Williams-Mercedes           | 21      | 21             |         |        |                     |              | 53     |
| 12     | Carlos Sainz Jr.  | Toro Rosso-Ferrari          | 21      | 21             |         |        |                     |              | 46     |
| 13     | Romain Grosjean   | Haas-Ferrari                | 21      | 19             |         |        |                     |              | 29     |
| 14     | Daniil Kvyat      | Red Bull Toro Rosso-Ferrari | 21      | 20             |         | 1      |                     | 1            | 25     |
| 15     | Jenson Button     | McLaren-Honda               | 21      | 21             |         |        |                     |              | 21     |
| 16     | Kevin Magnussen   | Renault                     | 21      | 21             |         |        |                     |              | 7      |
| 17     | Felipe Nasr       | Sauber-Ferrari              | 21      | 21             |         |        |                     |              | 2      |
| 18     | Jolyon Palmer     | Renault                     | 21      | 20             |         |        |                     |              | 1      |
| 19     | Pascal Wehrlein   | Manor-Mercedes              | 21      | 21             |         |        |                     |              | 1      |
| 20     | Stoffel Vandoorne | McLaren-Honda               | 1       | 1              |         |        |                     |              | 1      |
| 21     | Esteban Gutiérrez | Haas-Ferrari                | 21      | 21             |         |        |                     |              | 0      |
| 22     | Marcus Ericsson   | Sauber-Ferrari              | 21      | 21             |         |        |                     |              | 0      |
| 23     | Esteban Ocon      | Manor-Mercedes              | 9       | 9              |         |        |                     |              | 0      |
| 24     | Rio Haryanto      | Manor-Mercedes              | 12      | 12             |         |        |                     |              | 0      |